# 2062 Атон
Атон (163693, 1976 AA) — навколоземний астероїд. Є першим відкритим астероїдом численної групи Атона, яка названа на його честь. Відкритий 1976 року американським астрономом Елеанорою Гелін у Паломарській обсерваторії.

## Орбіта

2062 Атон у площині екліптики та перпендикулярно до неї. 07.01.1976.

Астероїд перетинає земну орбіту та наближається до орбіти Венери. Проте, через значний нахил його орбіти до площини екліптики, наближається до Землі вкрай рідко.

## Назва
Названо на честь Атона — давньоєгипетського монотеїстичного бога Сонячного диску, культ якого впроваджував фараон Ехнатон.
Традиційно астероїд відкритий у своїй групі першим, дає їй назву .

## Фізичні характеристики
Діаметр астероїда 1100 метрів. Маса 760 мільйонів тонн, густина  — близько 2 г/см³. Альбедо 26 %. Середня температура приблизно +2 °C.
Навколо власної осі обертається за одну добу, 16 годин 45 хвилин. Навколо Сонця — 347 діб, 4 години.